# Dammühlenfließniederung
Das Naturschutzgebiet Dammühlenfließniederung liegt auf dem Gebiet der Gemeinde Schwielochsee im Landkreis Dahme-Spreewald und der Stadt Friedland (Niederlausitz) im Landkreis Oder-Spree in Brandenburg.
Das Gebiet mit der Kenn-Nummer 1452 steht seit dem 25. August 1998 unter Naturschutz. Das rund 79 ha große Naturschutzgebiet mit dem nordöstlichen Teil des Schwielochsees erstreckt sich südlich der Kernstadt Friedland und nördlich und nordöstlich von Möllen, einem Ortsteil der Stadt Friedland, entlang des Dammühlenfließes. Am östlichen Rand des Gebietes verläuft die B 168 und am südöstlichen Rand die Landesstraße L 441. Nördlich erstreckt sich das rund 104 ha große Naturschutzgebiet Friedländer Tal.